# رافي بيتس
رافي بيتس هو منتج أفلام وكاتب سيناريو ومونتير ومخرج وممثل إيراني، ولد في 1967 بمشهد في إيران.

## وصلات خارجية
- رافي بيتس على موقع IMDb (الإنجليزية)
- رافي بيتس على موقع مونزينجر (الألمانية)
- رافي بيتس على موقع قاعدة بيانات الأفلام العربية
- رافي بيتس على موقع ألو سيني (الفرنسية)
- رافي بيتس على موقع أول موفي (الإنجليزية)
- رافي بيتس على موقع قاعدة بيانات الأفلام السويدية (السويدية)
- رافي بيتس على موقع قاعدة بيانات الفيلم (الإنجليزية)
- رافي بيتس على موقع كينوبويسك (الروسية)